# Совет по правам человека (ООН)

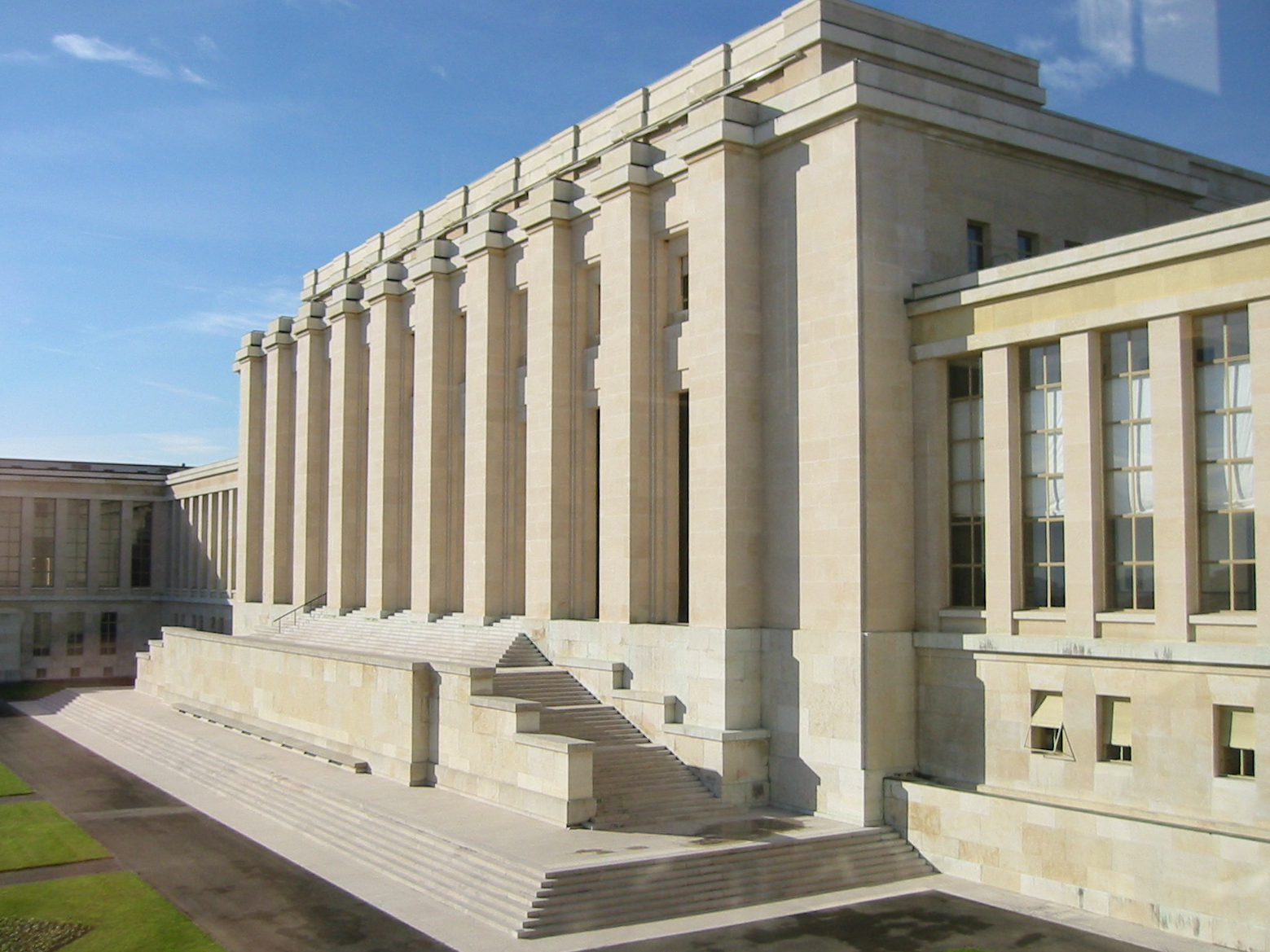
Дворец Наций в Женеве, штаб-квартира Совета ООН по правам человека.

Сове́т по права́м челове́ка (англ. The United Nations Human Rights Council, UNHRC; аббр.: СПЧ ООН) — международный правозащитный орган в системе ООН, заменивший Комиссию по правам человека. Является вспомогательным органом Генеральной Ассамблеи ООН. Первое заседание Совета прошло 19 июня 2006 года.

## Предшественник
«Комиссия ООН по правам человека» была учреждена 10 декабря 1946 года. К середине 2000-х годов окончательно утратила свой авторитет, главным образом, из-за присутствия в её составе нарушителей прав человека, а также по причине его политизации. Последнее заседание Комиссии было проведено в Женеве 27 марта 2006 года.

## Основание
Совет по правам человека учреждён резолюцией 60/251, принятой Генеральной Ассамблеей ООН 15 марта 2006 года.
Резолюция о создании Совета по правам человека ООН гласит, что «члены Совета должны поддерживать самые высокие стандарты в области поощрения и защиты прав человека». Генеральная Ассамблея уполномочена, путём голосования в две трети её членов, приостанавливать права и привилегии члена Совета, если он настойчиво совершает грубые и систематические нарушения прав человека.

## Структура совета
Члены Генеральной Ассамблеи избирают членов, которые занимают 47 мест. Срок полномочий каждого члена составляет три года, и ни один из членов не может занимать его дольше двух сроков подряд. Места распределяются между региональными группами ООН следующим образом: 13 мест для государств Африки, 13 для государств Азии, 6 мест для стран Восточной Европы, 8 мест странам Латинской Америки и Карибского бассейна, и 7 мест для западноевропейских и других государств (включая США, Канаду и Израиль).

### Консультативный комитет
Действует при Совете с 2008 года, состоит из 18 экспертов. Сменил существовавшую до 2006 года Подкомиссию по поощрению и защите прав человека (в конце своей деятельности состояла из 26 экспертов).

### Специальные процедуры
Совет по правам человека, как ранее и Комиссия, может учреждать и упразднять так называемые специальные процедуры — должности докладчиков, экспертов или рабочих групп по отдельным проблемам прав человека или по правам человека на определённой территории (на 2010 год — Бурунди, Камбоджа, КНДР, Гаити, Мьянма, палестинские территории, Сомали и Судан. Ранее существовали также докладчики по Кубе и Белоруссии).
По состоянию на 2015 год насчитывалось 55 «специальных процедур» Совета по правам человека. Из них только одна «специальная процедура» — Рабочая группа ООН по произвольным задержаниям — обладала чертами квазисудебного органа. Рабочая группа имеет право рассматривать дело о любом лишении свободы (даже если отсутствует жалоба пострадавшего лица или согласие национальных властей) и выносить национальным властям рекомендации по освобождению данного лица или (если он на момент вынесения решения уже освобожден) выплате ему справедливой компенсации (конкретный размер компенсации определяют национальные власти).

### Нынешний состав
| Срок полномочий                | Африка (13)                                 | Азия (13)                                   | Восточная Европа (6) | Латинская Америка (8)                      | Западная Европа и другие (7) |
| ------------------------------ | ------------------------------------------- | ------------------------------------------- | -------------------- | ------------------------------------------ | ---------------------------- |
| 1 января 2024– 31 декабря 2026 | Бурунди · Гана · Кот-д’Ивуар · Малави       | Индонезия · Китай · Кувейт · Япония         | Албания · Болгария   | Бразилия · Доминиканская Республика · Куба | Нидерланды · Франция         |
| 1 января 2023– 31 декабря 2025 | Алжир · Марокко · Судан · ЮАР               | Бангладеш · Вьетнам · Кыргызстан · Мальдивы | Грузия · Румыния     | Коста-Рика · Чили                          | Бельгия · Германия           |
| 1 января 2022– 31 декабря 2024 | Бенин · Гамбия · Камерун · Сомали · Эритрея | Индия · Казахстан · Катар · Малайзия · ОАЭ  | Литва · Черногория   | Аргентина · Гондурас · Парагвай            | Люксембург · США · Финляндия |

### Исторический состав
| Срок полномочий                 | Африка (13)                                          | Азия (13)                                                     | Восточная Европа (6)            | Латинская Америка (8)                   | Западная Европа и другие (7)       |
| ------------------------------- | ---------------------------------------------------- | ------------------------------------------------------------- | ------------------------------- | --------------------------------------- | ---------------------------------- |
| 1 января 2021– 31 декабря 2023  | Габон · Кот-д’Ивуар · Малави · Сенегал               | Китай · Непал · Пакистан · Узбекистан                         | Россия · Украина · Чехия        | Боливия · Куба · Мексика                | Великобритания · Франция           |
| 1 января 2020 — 31 декабря 2022 | Ливия · Мавритания · Намибия · Судан                 | Индонезия · Маршалловы Острова · Республика Корея · Япония    | Армения · Польша                | Бразилия · Венесуэла                    | Германия · Нидерланды              |
| 1 января 2019 — 31 декабря 2021 | Буркина-Фасо · Камерун · Сомали · Того · Эритрея     | Бахрейн · Бангладеш · Индия · Фиджи · Филиппины               | Болгария · Чехия                | Аргентина · Багамские Острова · Уругвай | Австрия · Дания · Италия           |
| 1 января 2018 — 31 декабря 2020 | Ангола · ДР Конго · Нигерия · Сенегал                | Афганистан · Катар · Непал · Пакистан                         | Словакия · Украина              | Мексика · Перу · Чили                   | Австралия · Испания                |
| 1 января 2017 — 31 декабря 2019 | Египет · Руанда · ЮАР · Тунис                        | Китай · Ирак · Япония · Саудовская Аравия                     | Венгрия · Хорватия              | Бразилия · Куба                         | США / Исландия[A] · Великобритания |
| 1 января 2016 — 31 декабря 2018 | Бурунди · Кот-д’Ивуар · Эфиопия · Кения · Того       | Республика Корея · Кыргызстан · Монголия · Филиппины · ОАЭ    | Грузия · Словения               | Эквадор · Панама · Венесуэла            | Бельгия · Германия · Швейцария     |
| 1 января 2015 — 31 декабря 2017 | Ботсвана · Республика Конго · Гана · Нигерия         | Бангладеш · Индия · Индонезия · Катар                         | Албания · Латвия                | Боливия · Сальвадор · Парагвай          | Нидерланды · Португалия            |
| 1 января 2014 — 31 декабря 2016 | Алжир · Марокко · Намибия · ЮАР                      | Китай · Мальдивы · Саудовская Аравия · Вьетнам                | Северная Македония · Россия     | Куба · Мексика                          | Франция · Великобритания           |
| 1 января 2013 — 31 декабря 2015 | Эфиопия · Кот-д’Ивуар · Габон · Кения · Сьерра-Леоне | Япония · Казахстан · Пакистан · Республика Корея · ОАЭ        | Эстония · Черногория            | Аргентина · Бразилия · Венесуэла        | Германия · Ирландия · США          |
| 19 июня 2011 — 31 декабря 2014  | Бенин · Ботсвана · Буркина-Фасо · Республика Конго   | Индия · Индонезия · Кувейт · Филиппины                        | Румыния · Чехия                 | Чили · Коста-Рика · Перу                | Италия · Австрия                   |
| 19 июня 2010 — 31 декабря 2013  | Ангола · Ливия · Мавритания · Уганда                 | Катар · Малайзия · Мальдивы · Таиланд                         | Молдова · Польша                | Эквадор · Гватемала                     | Швейцария · Испания                |
| 19 июня 2009 — 31 декабря 2012  | Джибути · Камерун · Маврикий · Нигерия · Сенегал     | Бангладеш · Китай · Иордания · Кыргызстан · Саудовская Аравия | Россия · Венгрия                | Куба · Мексика · Уругвай                | Бельгия · Норвегия · США           |
| 19 июня 2008 — 18 июня 2011     | Буркина-Фасо · Габон · Гана · Замбия                 | Бахрейн · Япония · Пакистан · Республика Корея                | Словакия · Украина              | Аргентина · Бразилия · Чили             | Франция · Великобритания           |
| 19 июня 2007 — 18 июня 2010     | Египет · Ангола · Мадагаскар · ЮАР                   | Индия · Индонезия · Катар · Филиппины                         | Босния и Герцеговина · Словения | Боливия · Никарагуа                     | Нидерланды · Италия                |
| 19 июня 2006 — 18 июня 2009     | Джибути · Камерун · Маврикий · Нигерия · Сенегал     | Бангладеш · Китай · Иордания · Малайзия · Саудовская Аравия   | Азербайджан · Россия            | Куба · Мексика · Уругвай                | Германия · Канада · Швейцария      |
| 19 июня 2006 — 18 июня 2008     | Габон · Гана · Мали · Замбия                         | Япония · Пакистан · Шри-Ланка · Республика Корея              | Румыния · Украина               | Бразилия · Гватемала · Перу             | Франция · Великобритания           |
| 19 июня 2006 — 18 июня 2007     | Алжир · Марокко · ЮАР · Тунис                        | Бахрейн · Индия · Индонезия · Филиппины                       | Польша · Чехия                  | Аргентина · Эквадор                     | Финляндия · Нидерланды             |

A Исландия была выбрана 13 июля 2018 г. на срок с 13 июля 2018 г. по 31 декабря 2019 г. вместо вышедших из состава Соединённых Штатов Америки.
Членство Ливии в Совете было приостановлено согласно Резолюции 65/265 Генеральной Ассамблеи ООН от 1 марта 2011 года в связи с «грубыми и систематическими нарушениями прав человека» и восстановлено 18 ноября 2011 года.
В 2011 году кандидатом в Совет была и Сирия, но ей «пришлось отозвать свою заявку после резкой критики за жестокое подавление антиправительственных протестов».
Финляндия намерена подать заявку на членство в Совете ООН по правам человека в 2022—2024 годах.
28 октября 2016 г. Россия не попала в состав Совета по правам человека ООН на 2017—2019 года. В ходе голосования на Генеральной Ассамблее кандидатуру РФ поддержали 112 стран, входящих в состав ООН. Конкуренты России по восточноевропейской группе — Венгрия и Хорватия — получили по 144 и 114 голосов соответственно.
7 апреля 2022 года Генеральная Ассамблея ООН приостановила членство России в СПЧ из-за свидетельств «о грубых и систематических нарушениях» прав человека российскими военными во время вторжения на Украину. В тот же день 7 апреля 2022 года Российская Федерация приняла решение о досрочном прекращении своих полномочий члена Совета ООН по правам человека.

## Председатель
| №  | Председатель                   | Страна           | Цикл                            |
| -- | ------------------------------ | ---------------- | ------------------------------- |
| 18 | Омар Знибер                    | Марокко          | 1 января 2024 — 31 декабря 2024 |
| 17 | Вацлав Балек                   | Чехия            | 1 января 2023 — 31 декабря 2023 |
| 16 | Фредерико Вильегас             | Аргентина        | 1 января 2022 — 31 декабря 2022 |
| 15 | Назхат Шамин Хан               | Фиджи            | 1 января 2021 — 31 декабря 2021 |
| 14 | Элизабет Тихи-Фисслбергер      | Австрия          | 1 января 2020 — 31 декабря 2020 |
| 13 | Коли Сек                       | Сенегал          | 1 января 2019 — 31 декабря 2019 |
| 12 | Воислав Шуц                    | Словения         | 1 января 2018 — 31 декабря 2018 |
| 11 | Хоакин Александр Маза Мартелли | Сальвадор        | 1 января 2017 — 31 декабря 2017 |
| 10 | Чои Кёнг-лим                   | Республика Корея | 1 января 2016 — 31 декабря 2016 |
| 9  | Иоахим Рюккер                  | Германия         | 1 января 2015 — 31 декабря 2015 |
| 8  | Бодлер Ндонг Элла              | Габон            | 1 января 2014 — 31 декабря 2014 |
| 7  | Ремигиуш Ачиллес Хенцель       | Польша           | 1 января 2013 — 31 декабря 2013 |
| 6  | Лаура Дюпюи Лассер             | Уругвай          | 19 июня 2011 — 31 декабря 2012  |
| 5  | Сихасак Пхыангкеткхиео         | Таиланд          | 19 июня 2010 — 18 июня 2011     |
| 4  | Алекс Ван Мееувен              | Бельгия          | 19 июня 2009 — 18 июня 2010     |
| 3  | Мартин И. Ухомоибхи            | Нигерия          | 19 июня 2008 — 18 июня 2009     |
| 2  | Дору Костеа                    | Румыния          | 19 июня 2007 — 18 июня 2008     |
| 1  | Луис Альфонсо де Альба Гонгора | Мексика          | 19 июня 2006 — 18 июня 2007     |

## Израиль
Израиль — единственная страна, которая включена в список обсуждаемых Советом тем на постоянной основе.
Вновь созданный Совет продолжил практику своей предшественницы в отношении Израиля: уже 1-я его сессия в 2006 году была посвящена «ухудшению ситуации в секторе Газа».
В марте 2006 года, в процессе подготовки доклада к сессии, Джон Дугард, позже продолживший свою деятельность в качестве независимого эксперта Совета, заявил после своей очередной поездки по региону в декабре 2005 года, что «сектор Газа по-прежнему де-факто является оккупированной территорией», несмотря на выход Израиля из сектора в рамках реализованного летом 2005 года плана размежевания.
Израиль, со своей стороны, заявил, что «доклад посланника не берет в расчет предпринимаемые Израилем „нечеловеческие усилия“ по борьбе с терроризмом», а его представитель при женевском офисе ООН заявил, что доклад Дьюгарда «почти не отражает факты или существующие принципы международного права», отметив, что:
После полной военной и гражданской эвакуации Израиля из Газы и недавнего прихода террористической организации ХАМАС к власти диссонанс между мандатом [Дьюгарда] и нынешней ситуацией стал яснее, чем когда бы то ни было.
Со времён его работы в Комиссии Израиль и США регулярно опровергали отчеты Дьюгарда, считая их односторонними. В 2006 году, во время военной операции в секторе Газы, последовавшей после убийства двух израильских солдат и захвата Гилада Шалита, Израиль отказал Дьюгарду в ознакомительной поездке в регион, не признавая полномочия Дьюгарда. В ноябре 2006 года Дьюгард назвал эту операцию «зверским коллективным наказанием людей, а не правительства».
На своей второй специальной сессии в августе 2006 года Совет объявил о создании Комиссии по расследованию обвинений против Израиля в предполагаемом «систематическом и целенаправленном убийстве мирных жителей» во время Второй ливанской войны. Резолюция о создании комиссии была принята 27 голосами против 11 при 8 воздержавшихся. До и после голосования ряд государств-членов и неправительственных организаций возражал против её принятия, считая, что, направляя деятельность комиссии исключительно на Израиль, без учёта обстрелов и убийств Хезболлой израильских граждан, Совет рискует нанести ущерб своему авторитету. Членами комиссии по расследованию, созданной 1 сентября 2006 года, стали Клементе Баэна Суарис (Бразилия), Мохамед Осман Чанде (Танзания) и Стелиос Перракис (Греция). В своём отчете Комиссия отметила, что её расследование было неполным без полного расследования обеих сторон, но что «комиссия не имела права, даже если бы пожелала, расширить свои полномочия таким образом, чтобы в равной степени исследовать действия Хезболлы против Израиля», так как Совет прямо запретил ей расследовать действия Хезболлы.
В 2006 году в Совете прозвучали, в частности, заявления представителя Кубы, оправдывавшей действия Хезболлы, представителей Ирана, подвергающих сомнению произошедшее во время Холокоста, и такие «демонизирующие Израиль» заявления :

Холокост продолжается, сегодня — это холокост Израиля против палестинцев.— Представитель ПНА Мохаммед Абу-Кош, Dec. 12, 2006 (полностью поддержано представителем Ирана, напомнившем, что такое обвинение уже прозвучало на предыдущих трёх сессиях Совета).

Израиль не утолил свою жажду крови в Ливане, сейчас она направлена против безоружных граждан в Бейт-Хануне.— Представитель Ливана, Nov. 15, 2006. (о реакции Израиля на ракетные обстрелы Сдерота)

… (мирные) граждане были убиты и вырезаны вторгшимися силами, которые пришли с планеты Марс, которую они теперь называют израильскими оккупантами.— представитель Сирии, June 23, 2006.

… (израильские) преступления против перемещенных лиц, женщин и детей, это — умышленные действия.— финансируемая Ливией организация «Nord-Sud XXI», награждавшей «Премией М. Каддафи в области прав человека», Sept. 29, 2006.
К середине 2007 года за год своей деятельности Совет принял 10 резолюций с критикой Израиля, ставшего, по выражению газеты Corriere della Sera, «единственной страной, получающей выговоры».
Такая односторонняя его направленность была негативно оценена Генеральным секретарём ООН Пан Ги Муном, заявившим в июне 2007 года, что он разочарован решением Совета выделить только один специфический регион относительно масштабов обвинений в нарушениях прав человека в остальном мире.
В сентябре 2007 года Дору Ромулус Костеа, избранный президентом Совета в июне 2007 года сроком на год, признал необъективность резолюций ООН в отношении Израиля и то, что «действия всемирного форума зачастую односторонни и принимают во внимание только палестинскую позицию». Он также признал, что Совет не давал объективную оценку действиям обеих сторон конфликта, и
заявил о своём намерении изменить ситуацию.
Тем не менее, в феврале 2008 года эксперт Совета Дьюгард заявил, что Израиль сам провоцирует этот конфликт. В своём отчёте, подготовленном для Совета, Дьюгард утверждал, что террор на Ближнем Востоке является «неизбежным следствием израильской оккупации и законов, напоминающих южноафриканский апартеид». В отчёте он причислял к «незаконным» такие действия Израиля, как:
1. создание охраняемых блокпостов, ограничивающих передвижения палестинцев,
2. введение специальных разрешений на пересечение этих блокпостов,
3. «иудеизацию» Иерусалима.

Ицхак Леванон, посол Израиля при женевском представительстве ООН, с возмущением отреагировал на отчёт Дьюгарда:
Связь между «Аль-Каидой» и палестинскими террористами состоит в том, что все они намеренно уничтожают гражданское население с простой целью — убивать. И то, что профессор Дьюгард игнорирует этот существеннейший факт, демонстрирует его неспособность к объективным оценкам.
Ранее Дьюгард публично заявил, что «в его прямые обязанности входит лишь „анализ“ действий Израиля». В статье, опубликованной в газете Нью-Йорк Таймс 20 января 2008 года, Дьюгард, в частности, обвинил Израиль в коллективном наказании жителей Сектора Газа в связи с его блокадой Израилем, назвав её «нарушением международного гуманитарного права».
Это мнение Дьюгарда оспорил профессор Авраам Белл, специализирующийся в области международного и авторского прав, считая, что в данном случае Дьюгардом было «допущено сразу же несколько ошибок»:

Во-первых, международное право не требует ни от одной страны, в том числе — и от Израиля, чтобы граница с имеющей независимый статус территорией, где живёт враждебно настроенное население, была открытой.
Во-вторых, контрмеры, предпринятые в ответ на нападения врага, не квалифицируются международным законодательством как «коллективное наказание».
И, в-третьих, если уж господин Дьюгард говорит об этом, справедливости ради он должен был бы адресовать подобную критику и Египту, который тоже фактически закрывает свои границы перед палестинцами из Газы. И то, что он этого не сделал, лишь подчеркивает предвзятость его отношения к Израилю.

После ухода с должности эксперта Совета в конце 2008 года Дьюгард привлекался в начале 2009 года Лигой арабских государств в качестве председателя её Комитета, устанавливающего факты «предполагаемых военных преступлений, а также преступлений против человечности, совершённых Израилем в ходе военной операции „Литой свинец“».
В конце 2008 года Совет принял план действий для Израиля, состоящий из 99 шагов, для улучшения ситуации на Ближнем Востоке. План действий включал в себя: прекращение блокады сектора Газы, уничтожение разделительного барьера, прекращение арестов палестинцев, ликвидацию поселений в Иудее и Самарии, а также освобождение палестинских заключённых из израильских тюрем, в том числе и террористов. По мнению специального докладчика ООН по вопросу о правах человека на палестинских территориях Ричарда Фалька, блокада сектора Газа является коллективным наказанием палестинцев со стороны Израиля и преступлением против человечества, которое должно быть расследовано Международным судом ООН. Израильская редакция информационного агентства NEWSru.com отмечает, что в ходе обсуждения блокады сектора Газа выступили представители Ирана, Сирии и Египта, а представитель США слова не получил. В постановлении Совета не было упоминаний о ракетных обстрелах Израиля из Сектора Газа и о похищенном солдате Гиладе Шалите, к тому времени «уже более 900 дней удерживаемом в секторе палестинскими террористами».
12 января 2009 года Совет принял резолюцию S-9/1, в которой было принято решение «создать экстренную независимую международную комиссию по расследованию с целью изучить все нарушения международных законов о правах человека и международных гуманитарных законов, совершённых оккупирующей державой, Израилем, против палестинского народа, особенно в оккупированном секторе Газа в связи с текущей агрессией, и призывать Израиль не препятствовать расследованию и полностью сотрудничать с комиссией».
Израиль отказался от сотрудничества с комиссией, несмотря на её настойчивые просьбы, мотивируя это тем, что официальный мандат комиссии предусматривает лишь расследование действий израильской стороны. Вместе с тем постоянный представитель Израиля в ООН посол Яаар подчеркнул, что Израиль считает, что все потенциальные нарушения должны быть расследованы, а виновные — понести наказание, и будет проводить собственное расследование.
В 2009 году, по результатам операции «Литой свинец», под эгидой Совета и ООН в целом была создана «Комиссия Голдстоуна», чьей задачей было «расследование нарушений международных и гуманитарных законов в ходе конфликта, совершённое обеими сторонами». В сентябре 2009 года ею был представлен отчёт «Права человека в Палестине и на других оккупированных арабских территориях. Отчёт комиссии ООН по расследованию конфликта в Газе». В отчёте Израиль и организация ХАМАС обвинялись в военных преступлениях.
После его опубликования отчёт, в частности, был подвергнут критике как израильскими, так и независимыми источниками за чрезмерные обвинения в адрес Израиля, а спустя полтора года после публикации отчета сам Голдстоун написал 2 апреля 2011 года в своей статье в Washington Post, в частности, что «заказавший отчет Совет по правам человека ООН был настроен антиизраильски» и что:
«Если бы я знал тогда, что я знаю теперь, Отчёт Голдстоуна был бы другим документом».
Среди прочего, Голдстоун отказался от обвинений Израиля в том, что он преднамеренно выбирал целью гражданское население, и сказал, что было ошибкой просить ХАМАС проводить расследование собственных действий.
В марте 2012 года Совет принял резолюцию об образовании комиссии «по установлению факторов влияния еврейских поселений на права палестинцев». Против этой резолюцию проголосовали только США, заявив, что «серьёзно обеспокоены ангажированностью Совета против Израиля», среди воздержавшихся — Чехия, Италия, Коста-Рика, Румыния, Болгария, Польша и Испания. Принятие резолюции вызвало гневную реакцию в Израиле. Премьер-министр Биньямин Нетаньяху заявил, что Совет с автоматическим большинством, настроенным против Израиля, «лицемерен» и ему должно быть «стыдно за себя самого». МИД Израиля заявил, что Совет «окончательно превратился в инструмент по продвижению политических интересов, а не по защите гражданских прав», и что «на фоне систематических нарушений прав человека в других ближневосточных странах решение Совета ООН выглядит просто смехотворным». Министр иностранных дел Авигдор Либерман заявил, что он рассмотрит вопрос об отзыве посла Израиля в Совете и о разрыве связей с этой организацией.
Кроме того, Израиль подверг критике намерение Совета дать трибуну представителю организации ХАМАС, признанной в ряде стран террористической организацией.
В марте 2013 года лауреат Нобелевской премии мира (1998) Уильям Дэвид Тримбл из Северной Ирландии подверг Совет критике за избирательный подход к Израилю, в частности, в связи с ошибочным, по его мнению, отчётом по расследованию израильских поселений, и оценив деятельность Совета в целом как препятствующую достижению мира в регионе.
В июне 2013 года доклад эксперта ООН «о нарушениях прав палестинцев» Ричарда Фалька был признан антиизраильским и осуждён делегациями ЕС и США. Представитель США потребовала отставки Фалька (ранее с таким же предложением выступал представитель Канады). МИД Израиля заявил, что «Фальк воплощает собой моральное банкротство Совета». В рейтинге «Топ-10 антисемитских цитат 2013 года» Центра Симона Визенталя цитата Р. Фалька, обвинившего Израиль в «геноцидных намерениях», заняла третье место.

## Позиция США и Израиля
19 июня 2018 года Соединенные Штаты объявили о «выходе» из состава Совета. Представитель США при ООН Никки Хейли назвала Совет «лицемерной организацией, пекущейся лишь о своих собственных интересах и превращающей права человека в насмешку». Ранее США неоднократно обвиняли Совет в «хронической антиизраильской тенденциозности».
Так как СПЧ ООН избирается на Генеральной Ассамблее ООН в результате голосования, и последние 3 срока полномочий США не избирались в СПЧ, в реальности речь идёт не о «выходе» США из СПЧ, а о непредоставлении своей кандидатуры на выборы в СПЧ.
Премьер-министр Израиля Биньямин Нетаньяху поблагодарил американского президента Дональда Трампа за выход США из Совета ООН по правам человека. После этого Израиль также приостановил своё участие в Совете.
8 февраля 2021 года Байден вернул США в Совет ООН по правам человека, из которого вышел Трамп.
4 Февраля 2025 года Трамп подписал указ о (повторном) выходе США из Совета ООН по правам человека. После этого Израиль вышел из Совета ООН по правам человека.

## Приостановление участия России
7 апреля 2022 года генассамблея ООН проголосовала за приостановление участия РФ в Совете по правам человека. Причина — действия российских военных на Украине. 93 страны проголосовали за это решение, 24 — против, 58 воздержались. Ранее приостанавливали участие в СПЧ только Ливии Каддафи.
В 2023 году Россию не избрали в совет на 2024-2026 годы, она проиграла Болгарии (160 голосов) и Албании (123 голоса).

## Универсальный периодический обзор (УПО)
УПО был создан в соответствии с резолюцией 60/251 Генеральной Ассамблеи ООН от 15 марта 2006 г., согласно которой был учрежден и сам Совет по правам человека.
Он позволил создать и позволяет поддерживать цельную картину положения дел с правами человека в каждой стране мира — члене ООН.
УПО позволяет оценить положение дел в какой-либо стране также и с теми правами, в специальных договорах по которым эта страна не участвует.
УПО составляется на основании доклада правительства соответствующего государства, НПО, действующих в этом государстве, и рекомендаций государств-членов рабочей группы. С учетом того, что по состоянию на 2012 год завершается только второй цикл УПО, ещё сложно судить о действенности этого механизма в далекой перспективе. Тем не менее, можно оценить продвижение в направлении имплементации тех или иных стандартов прав человека в каждом государстве. Для этого достаточно сравнить замечания, изложенные в предыдущем УПО, с текущим положением дел в стране. УПО является своего рода характеристикой государства, которую ему дают другие члены ООН. Очевидно, что такая характеристика влияет на имидж государства в глазах мирового сообщества, что является хорошим стимулом для дальнейшего продвижения на пути реформирования национального законодательства и практики.

## Критика
Уже в 2006 году избрание в 1-й состав Совета таких стран, как Куба, Китай, Саудовская Аравия, Пакистан и Азербайджан, получило отрицательную оценку со стороны правозащитной организации Human Rights Watch. Она также высказывала сомнения и по поводу России.
Совет по правам человека также неоднократно подвергался критике за односторонность его критики и чрезмерное внимание к ситуации на Ближнем Востоке.
Генеральный секретарь ООН Кофи Аннан на заседании Совета в 2006 году сказал, что тот «чересчур пристально следит за Израилем», и призвал его членов «обратить, наконец, внимание на трагедию в Судане и перестать заботиться исключительно о проблемах палестинцев». Он указал, что существуют и другие проблемы в мире, требующие внимания Совета.
В 2007 году аналогичное заявление сделал президент США Джордж Буш, который призвал Совет по защите прав человека перестать относиться к Израилю так, будто он единственная страна в мире, эти права нарушающая, и сказав, что Совет не реагирует на «репрессии режимов от Гаваны до Каракаса, Пхеньяна и Тегерана, обращая свою критику исключительно на Израиль».
Выступая в марте 2007 года на заседании Совета, Гилель Нойер, исполнительный директор организации UN Watch, обвинил как его предшественницу — Комиссию по правам человека, так и сам Совет в забвении принципов, которыми руководствовались такие создатели Комиссии, как Элеонора Рузвельт, Рене Кассен и другие, в равнодушии «к пыткам, преследованиям и насилию по отношению к женщинам» во многих частях мира, заявив, в частности:
Как однажды сказал Трумэн, он стал «бездеятельным и бессмысленным советом». Но это не совсем точное определение. Этот совет кое-что все-таки сделал. Он принимал одну резолюцию за другой, обвиняя одно единственное государство — Израиль.
В 2008 году, выступая на Герцлийской конференции, министр иностранных дел Нидерландов Максим Верхаген подверг критике действия Совета против Израиля, сказав, в частности: «В ООН осуждение Израиля стало чем-то привычным, в то время как террор ХАМАСа или не упоминается совсем, или — „закодированным языком“».
В июне 2010 года 33 члена Палаты представителей назвали возврат США в Совет в 2009 году шагом назад в признании прав человека в мире и призвали к выходу из него. Один из них — Скотт Гарретт, сказал что Совет игнорирует (нарушения) прав человека, назвав Совет «лицемерной организацией», бо́льшая часть резолюций которых посвящены осуждению Израиля, а взносы США на её содержание — разбазариванием денег налогоплательщиков.
В 2011 году, ещё до очередных выборов в Совет, организация «UN Watch» предупреждала, что «из 17 стран-кандидатов лишь 10 отвечают необходимым требованиям». По её мнению, в таких странах как Конго, Кувейт и Никарагуа, Буркина-Фасо, Индия, Индонезия и Филиппины ситуация с соблюдением прав человека, как минимум, «вызывает сомнения». По мнению организации Freedom House, в нынешнем составе Совета «из 47 государств только 20 можно считать свободными и демократическими».
По мнению израильской редакции информационного агентства NEWSru.com, авторитет Совета по правам человека «упал до рекордно низкого уровня», поскольку при более 30 антиизраильских резолюции, принятых Советом за 7 лет его существования, он не принял подобных резолюций в связи с резнёй в Кении, Судане и Мьянме.
По мнению аналитического обозревателя Mignews Ирины Петровой, «тон в Совете задают страны, которые сами грешат нарушением гражданских прав».
Конгрессмен США Стив Ротман назвал «верхом иронии то, что Совет считает возможным непропорционально и несправедливо критиковать Израиль, не обращая внимания на вопиющие нарушения прав человека многих из своих членов».

### Комментарии
1. ↑  В 2018 году СПЧ ООН назначил специальным докладчиком по Беларуси Анаис Марен (Anaïs Marin). Власти Беларуси не дали Марен разрешения на въезд в страну[6].
2. ↑  Членство приостановлено на основании резолюции Генассамблеи ООН в связи с вторжением на Украину.
3. ↑  Решение принималось голосованием: за (исключение России) — 93 страны, против — 24, воздержались — 58. В числе стран, проголосовавших против: Алжир, Беларусь, Боливия, Бурунди, Кыргызстан, Куба, Сирия, Эритрея и Эфиопия. Среди воздержавшихся  —  Египет, Саудовская Аравия и ЮАР[23].

### Сноски
1. ↑  Human Rights Council Elects Omar Zniber of Morocco to serve as its President for 2024 (англ.). ohchr.org (22 февраля 2024).
2. ↑  HRC Welcome to the Human Rights Council (англ.). ohchr.org. OHCHR. Дата обращения: 18 августа 2024. Архивировано 11 марта 2017 года.
3. 1 2  Органы ООН по правам человека. Дата обращения: 24 октября 2011. Архивировано 21 марта 2012 года.
4. ↑  Human Rights Council. Дата обращения: 31 октября 2011. Архивировано 21 марта 2012 года. UN Watch (англ.)
5. 1 2  В нью-йорке приняли резолюцию о создании совета по правам человека. Центр юридических услуг «Гарант». Архивировано 14 марта 2012. Дата обращения: 24 октября 2011.
6. ↑  Special Rapporteur on the situation of human rights in Belarus Архивная копия от 9 марта 2022 на Wayback Machine. Office of the United Nations High Commissioner for Human Rights. ohchr.org. Retrieved 2019-02-20.
7. 1 2  Вайпан Г. Исполнять нельзя игнорировать: о юридическом значении Мнений Рабочей группы ООН по произвольным задержаниям для российского правопорядка Архивная копия от 7 апреля 2023 на Wayback Machine // Международное правосудие. — 2015. — С. 96 — 97.
8. ↑  Election of the Human Rights Council. United Nations General Assembly. United Nations. Дата обращения: 1 января 2024. Архивировано 27 августа 2024 года.
9. ↑  Election of the Human Rights Council (11 October 2022). United Nations General Assembly. United Nations (17 октября 2019). Дата обращения: 1 января 2023. Архивировано 22 мая 2023 года.
10. ↑  Election of the Human Rights Council (14 October 2021). United Nations General Assembly. United Nations (14 октября 2021). Дата обращения: 7 января 2021. Архивировано 16 октября 2021 года.
11. ↑  Election of the Human Rights Council (13 October 2020). United Nations General Assembly. United Nations (13 октября 2020). Дата обращения: 7 января 2021. Архивировано 1 ноября 2020 года.
12. ↑  УВКПЧ | Совет по правам человека Члены СПЧ 2020. www.ohchr.org. Дата обращения: 15 мая 2020. Архивировано 3 августа 2020 года.
13. 1 2 3 4  УВКПЧ | Совет по правам человека Члены СПЧ 2019. www.ohchr.org. Дата обращения: 15 мая 2020. Архивировано 31 октября 2020 года.
14. 1 2 3  УВКПЧ | Совет по правам человека Члены СПЧ 1 января-31 декабря 2016 г. www.ohchr.org. Дата обращения: 15 мая 2020. Архивировано 2 июля 2021 года.
15. 1 2 3  УВКПЧ | Совет по правам человека Состав СПЧ 1 января - 31 декабря 2013 г. по годам. www.ohchr.org. Дата обращения: 15 мая 2020. Архивировано 2 июля 2021 года.
16. 1 2 3  УВКПЧ | Совет по правам человека Члены СПЧ 19 июня 2009 - 18 июня 2010 по годам. www.ohchr.org. Дата обращения: 15 мая 2020. Архивировано 2 июля 2021 года.
17. 1 2 3  УВКПЧ | Совет по правам человека Члены СПЧ 19 июня 2006 – 19 июня 2007 по годам. www.ohchr.org. Дата обращения: 15 мая 2020. Архивировано 2 июля 2021 года.
18. ↑  Резолюция 65/265. Приостановление прав Ливийской Арабской Джамахирии, связанных с членством в Совете по правам человека, 1 марта 2011 г. Дата обращения: 24 октября 2011. Архивировано 5 ноября 2016 года.
19. ↑  Current Membership of the Human Rights Council 20 June 2011 — 31 December 2012. Дата обращения: 11 марта 2012. Архивировано 16 марта 2012 года.
20. 1 2 3 4 5  Вредный Совет, Ирина Петрова, 05.06.2011 Архивная копия от 29 ноября 2020 на Wayback Machine mignews.com
21. ↑  Финляндия претендует на членство в Совете ООН по правам человека. yle.fi. Служба новостей Yle (декабрь 2015). Дата обращения: 12 декабря 2015.
22. ↑  Россия выбыла из Совета ООН по правам человека. Дата обращения: 29 октября 2016. Архивировано 29 октября 2016 года.
23. 1 2  ООН приостановила членство России в Совете по правам человека из-за войны с Украиной Архивная копия от 8 апреля 2022 на Wayback Machine, BBC, 8.03.2022
24. ↑  Генассамблея ООН исключила Россию из Совета по правам человека Архивная копия от 8 апреля 2022 на Wayback Machine//«Крым.Реалии», 07 апреля 2022
25. ↑  Заявление МИД России о досрочном прекращении членства Российской Федерации в Совете ООН по правам человека. Дата обращения: 10 апреля 2022. Архивировано 8 апреля 2022 года.
26. ↑  Human Rights Council elects Václav Bálek of the Czech Republic as its President for 2023. UN OHCR. UN (9 декабря 2022). Дата обращения: 1 января 2023. Архивировано 13 февраля 2023 года.
27. ↑  Human Rights Council elects Federico Villegas of Argentina as its president for 2022. UN OHCR. UN (6 декабря 2021). Дата обращения: 6 января 2022. Архивировано 28 февраля 2022 года.
28. ↑  Farge, Emma (2021-01-15). Fiji wins presidency of U.N. rights body after vote unblocks leadership impasse. msn.com. Reuters. Архивировано 18 апреля 2021. Дата обращения: 2021-01-15.
29. ↑  УВКПЧ | Совет по правам человека Председатель 14-го цикла СПЧ. www.ohchr.org. Дата обращения: 15 мая 2020. Архивировано 17 апреля 2020 года.
30. ↑  УВКПЧ | Совет по правам человека Председатель 13-го цикла СПЧ. www.ohchr.org. Дата обращения: 15 мая 2020. Архивировано 2 июля 2021 года.
31. ↑  УВКПЧ | Совет по правам человека Председатель 12-го цикла СПЧ. www.ohchr.org. Дата обращения: 15 мая 2020. Архивировано 2 июля 2021 года.
32. ↑  УВКПЧ | Совет по правам человека Председатель 11-го цикла СПЧ. www.ohchr.org. Дата обращения: 15 мая 2020. Архивировано 2 июля 2021 года.
33. ↑  УВКПЧ | Совет по правам человека Председатель 10-го цикла СПЧ. www.ohchr.org. Дата обращения: 15 мая 2020. Архивировано 2 декабря 2020 года.
34. ↑  УВКПЧ | Совет по правам человека Председатель 9-го цикла СПЧ. www.ohchr.org. Дата обращения: 15 мая 2020. Архивировано 2 декабря 2020 года.
35. ↑  УВКПЧ | Совет по правам человека Председатель 8-го цикла СПЧ. www.ohchr.org. Дата обращения: 15 мая 2020. Архивировано 2 июля 2021 года.
36. ↑  УВКПЧ | Совет по правам человека Председатель СПЧ 7-го цикла. www.ohchr.org. Дата обращения: 15 мая 2020. Архивировано 2 декабря 2020 года.
37. ↑  УВКПЧ | Совет по правам человека Председательство. www.ohchr.org. Дата обращения: 15 мая 2020. Архивировано 19 сентября 2020 года.
38. ↑  УВКПЧ | Совет по правам человека Председатель 5-го цикла. www.ohchr.org. Дата обращения: 15 мая 2020. Архивировано 2 июля 2021 года.
39. ↑  УВКПЧ | Совет по правам человека Председатель 4-го цикла. www.ohchr.org. Дата обращения: 15 мая 2020. Архивировано 2 июля 2021 года.
40. ↑  УВКПЧ | Совет по правам человека Председатель 3-го цикла. www.ohchr.org. Дата обращения: 15 мая 2020. Архивировано 19 сентября 2020 года.
41. ↑  УВКПЧ | Совет по правам человека Председатель 2-го цикла. www.ohchr.org. Дата обращения: 15 мая 2020. Архивировано 2 июля 2021 года.
42. ↑  УВКПЧ | Совет по правам человека Председатель 1-го цикла. www.ohchr.org. Дата обращения: 15 мая 2020. Архивировано 2 июля 2021 года.
43. ↑  «Эрозия принципов. Пора ли отправлять ООН на свалку истории?» Архивная копия от 24 июня 2018 на Wayback Machine, BBC, 21.06.2018
44. 1 2  Первая сессия Совета ООН по правам человека будет посвящена палестино-израильскому конфликту, 4 июля 2006 г. Архивная копия от 1 сентября 2014 на Wayback Machine newsru
45. ↑  Спецпосланник ООН по правам человека: «Дорожная карта» требует пересмотра, 08.03.06
46. 1 2 3 4 5  ООН : «Палестинский террор — неизбежное следствие действий Израиля», 26 февраля 2008 г. Дата обращения: 29 сентября 2009. Архивировано 15 ноября 2019 года.
47. ↑  Люи Лема Что обсуждает ООН? Правильно: соблюдение прав человека на территориях, Magazine-Le Temps, 04.07.2006
48. ↑  Независимый эксперт ООН призвал срочно принять меры на Ближнем Востоке, 08/11/2006 Архивная копия от 22 июня 2018 на Wayback Machine ria.ru
49. ↑  формулировка Совета
50. ↑  Second Special Session of Human Rights Council Decides to Establish High-level Iinquiry Commission For Lebanon Архивная копия от 15 ноября 2019 на Wayback Machine UN Press release 11 August 2006.
51. ↑  Human Rights Council. Report of the Commission of Inquiry on Lebanon pursuant to Human Rights Council resolution S-2/1* (PDF). Дата обращения: 4 ноября 2011. Архивировано из оригинала 14 июня 2007 года.
52. ↑  определение организации организации «UN Watch»)
53. 1 2 3 4  Admissible and Inadmissible at the UN Human Rights Council, 2006 Архивная копия от 2 февраля 2021 на Wayback Machine «UN Watch»)
54. ↑  Corriere della Sera: ООН изучает ситуацию в Израиле, Куба и Белоруссия получили поощрения, Микеле Фарина, 21 июня 2007 г. Дата обращения: 31 октября 2011. Архивировано 15 ноября 2019 года.
55. ↑  Secretary-General Urges Human Rights Activists To ‘Fill Leadership Vacuum’, Hold World Leaders To Account, In Address To International Day Event. Un.org (8 декабря 2006). Дата обращения: 3 ноября 2011. Архивировано 21 марта 2012 года.
56. ↑  ООН: мы были необъективны в отношении Израиля, 30.09.07. Дата обращения: 3 ноября 2011. Архивировано 15 ноября 2019 года.
57. 1 2  Ави Белл Законность права Израиля на самозащиту // Международный закон и Газа // ОТВЕТ КРИТИКАМ ИЗРАИЛЯ Архивная копия от 5 декабря 2011 на Wayback Machine
58. ↑  USD: Law: Academics: Faculty Biography: Abraham Bell. Дата обращения: 3 ноября 2011. Архивировано из оригинала 29 мая 2010 года.
59. ↑  Делегация ЛАГ завершила расследование «военных преступлений», совершенных Израилем, 01.03.09. Дата обращения: 29 октября 2011. Архивировано 2 марта 2009 года.
60. ↑  Совет ООН по правам человека составил для Израиля план из 99 пунктов, 9 декабря 2008 г. Дата обращения: 27 сентября 2009. Архивировано 15 ноября 2019 года.
61. ↑  Совет по правам человека ООН: Израиль должен снять блокаду Газы и освободить всех террористов, 10.12.2008. Дата обращения: 4 ноября 2011. Архивировано 4 марта 2016 года.
62. ↑  REPORT OF THE HUMAN RIGHTS COUNCIL ON ITS NINTH SPECIAL SESSION. Дата обращения: 26 октября 2011. Архивировано из оригинала 6 июля 2010 года.
63. ↑  Report of the United Nations Fact Finding Mission on the Gaza Conflict p. 570—571. Дата обращения: 27 сентября 2009. Архивировано из оригинала 7 октября 2009 года.
64. ↑  «HUMAN RIGHTS IN PALESTINE AND OTHER OCCUPIED ARAB TERRITORIES, Report of the United Nations Fact Finding Mission on the Gaza Conflict» Архивная копия от 7 октября 2009 на Wayback Machine (6.5 Mb)
65. ↑  Richard Goldstone. Reconsidering the Goldstone Report on Israel and war crimes (англ.). Washington Post (2 апреля 2011). Дата обращения: 24 марта 2012. Архивировано 7 июня 2012 года.
66. ↑  Эла Котлер. Реабилитация «Литого свинца». Радио «Свобода» (6 апреля 2011). Дата обращения: 24 июня 2012. Архивировано 27 июня 2012 года.
67. ↑  Новое расследование ООН: «Как поселения нарушают права палестинцев», 22 марта 2012 г. Дата обращения: 25 марта 2012. Архивировано 15 ноября 2019 года.
68. ↑  СПЧ ООН выступил за расследование ущемления Израилем прав палестинцев, 23/03/2012. Дата обращения: 25 марта 2012. Архивировано 23 марта 2012 года.
69. ↑  Израиль может разорвать связи с Советом ООН, 23.03.12. Дата обращения: 25 марта 2012. Архивировано 15 ноября 2019 года.
70. ↑  Израильский посол не пустил представителя ХАМАС в комплекс ООН в Женеве. Дата обращения: 25 марта 2012. Архивировано 15 ноября 2019 года.
71. ↑  Без БАГАЦа и «Бе-Целем»: Пытки в ПА как повседневное явление. — статья на сайте Zman.com (24 марта 2012).
72. ↑  Nobel Peace Laureate Tells U.N. Council: ‘Your inquiry is wrong, your report undermines peace, stop the selectivity against Israel’ (англ.). UN Watch Briefing (18 марта 2013). Дата обращения: 18 марта 2013. Архивировано 21 марта 2013 года.
73. ↑  Антиизраильский доклад эксперта ООН о нарушениях прав палестинцев осудили ЕС и США. newsru.co.il (10 июня 2013). Дата обращения: 14 июня 2013. Архивировано 4 января 2014 года.
74. ↑  Составлен список "Топ-10" антисемитов уходящего года. MIGnews.com (31 декабря 2013). Дата обращения: 3 января 2014. Архивировано 3 января 2014 года.
75. 1 2  «США выходят из Совета ООН по правам человека». Дата обращения: 20 июня 2018. Архивировано 20 июня 2018 года.
76. 1 2  Израиль приостановил участие в Совете ООН по правам человека. Дата обращения: 23 июня 2018. Архивировано 23 июня 2018 года.
77. ↑  [After US, Israel also backs away from UN human rights body (англ.). Дата обращения: 23 июня 2018. Архивировано 23 июня 2018 года. After US, Israel also backs away from UN human rights body (англ.)]
78. ↑  Байден возвращает США в Совет ООН по правам человека, из которого вышел Трамп
79. ↑  США вышли из Совета ООН по правам человека и БАПОР
80. ↑  Israel withdraws from UN Human Rights Council, joining US: 'Obsessively demonizes Israel'
81. ↑  Израиль вышел из Совета ООН по правам человека
82. ↑  Deutsche Welle (www.dw.com). ООН приостановила участие России в Совете по правам человека | DW | 07.04.2022. DW.COM. Дата обращения: 12 апреля 2022. Архивировано 12 апреля 2022 года.
83. ↑  Россию не избрали в Совет ООН по правам человека на 2024-2026 годы. Дата обращения: 12 октября 2023. Архивировано 13 октября 2023 года.
84. ↑  Россию не избрали в СПЧ ООН на 2024–2026 годы. Дата обращения: 12 октября 2023. Архивировано 12 октября 2023 года.
85. ↑  Кофи Аннан: Совет ООН по правам человека чересчур пристально следит за Израилем, 30 ноября 2006 г. Дата обращения: 29 сентября 2009. Архивировано 15 ноября 2019 года.
86. ↑  Буш — ООН: «Занимайтесь диктаторскими режимами, а не Израилем», 25 сентября 2007 г. Дата обращения: 29 сентября 2009. Архивировано 15 ноября 2019 года.
87. 1 2 3  Scott Garrett: U.N. Human Rights Council a 'Backwards Step', Garrett urges president to withdraw U.S. from council, By Josh Lipowsky, July 30, 2010. Дата обращения: 3 ноября 2011. Архивировано из оригинала 5 мая 2011 года.
88. ↑  «Дурбан III» говорит Каддафи «Да», Израилю — «Нет» (недоступная ссылка)
89. ↑  Banned Speech: Hillel Neuer Takes on U.N. Human Rights Council на YouTube (англ.)
90. ↑  UN Watch: Совет по правам человека предал отцов-основателей, 3 Ноября 2009. Дата обращения: 2 ноября 2011. Архивировано из оригинала 10 сентября 2014 года.
91. ↑  MinBuza.nl. MinBuza.nl. Дата обращения: 26 февраля 2011. Архивировано из оригинала 6 июля 2009 года.